# Sabana (Kralendijk)
Sabana – dzielnica (wijk) miasta Kralendijk w gminie zamorskiej Bonaire, na wyspie o tej samej nazwie, w Holandii Karaibskiej. 1 stycznia 2020 r. liczyła 569 mieszkańców. Leży w centralnej części miasta. 